# Guldus
Guldus är en svensk läskedryck med äppelsmak. 
När drycken var som populärast på 1930-talet tillverkades den av cirka 400 bryggerier i Sverige. Numera tillverkas den bara av Vasa Bryggeri i Sundsvall.